# Magadan
Magadan (ryska: Магада́н) är administrativ huvudort för Magadan oblast i Ryssland. Staden grundades 1930. Magadan är en hamnstad vid Ochotska havet och har lite mindre än 100 000 invånare. De viktigaste näringsvägarna är skeppsbyggning och fiske.
Under Stalins tid var Magadan ett viktigt centrum för fångar som sändes till arbetsläger. Magadan är något isolerat då endast en väg leder in och ut ur staden, dessutom i mycket dåligt skick, och den närmaste staden är Jakutsk, 2 200 kilometer därifrån.
I Magadan byggs[när?] en stor katedral och ett stort monument format som en mask i sten finns på en kulle över staden. Monumentet hedrar de som dödades under Stalins regim.

## Klimat
Magadans klimat är subarktiskt. Vintrarna är långa och mycket kalla, med upp till sex månader med minusgrader så att marken är permanent frusen. Permafrost och tundra täcker större delen av regionen. Växtperioden är endast hundra dagar lång. Medeltemperaturer vid kusten av Ochotska havet varierar från -22 °C i januari till 12 °C i juli. I inlandet varierar temperaturen mellan -38 °C i januari och 16 °C i juli.

## Expeditioner
Magadan är slutpunkten för Rysslands vägnät, och är därför ett mål för äventyrsexpeditioner. Men vägen dit (som byggdes av straffångar på 30-talet) är knappast farbar, och då mest på vintern då floderna är frusna. Flera broar är förstörda så utan is är resor nästan omöjliga.
Magadan var utgångspunkt för Long Way Round-motorcykelresan gjord av Ewan McGregor, Charley Boorman och deras team, år 2004. Deras slutmål var att nå New York och de märkte hur det var att ta sig mellan de ryska orterna med flera incidenter. Trots översvämmade floder, förstörda broar och delvis obrukbara vägar reste de genom Sibirien och flög senare härifrån till Anchorage, Alaska där de fortsatte till New York.
Den första motorcykelexpeditionen att nå Magadan landvägen från Europa var "Mondo Enduro", 1995-96. Två brittiska cyklister cyklade sträckan från Magadan västerut 2001. Brittiskan Rosie Swale-Pope sprang och gick hela vägen från Storbritannien till Magadan 2003-2005 och vidare från Alaska österut sedan.
Den första svenska expeditionen på motorcykel (2011) bestod av Henrik Rahm och Staffan Johansson som åkte från Sverige till Magadan, där Victor Solli bytte av Henrik Rahm och tillsammans med Staffan Johansson körde hem. 
Veckan efter nådde den första svenska bilexpeditionen med Richard Sjösten och Anna Sjösten fram till Magadan på sin tur jorden runt.

## Administrativt område
Magadan administrerar även ett par orter utanför själva centralorten.
| Stad/Ort | Invånarantal 9 oktober 2002 | Invånarantal 14 oktober 2010 | Invånarantal 1 januari 2015 |
| -------- | --------------------------- | ---------------------------- | --------------------------- |
| Magadan  | 99 399                      | 95 982                       | 92 974                      |
| Sokol    | 4 715                       | 4 685                        | 4 763                       |
| Uptar    | 2 311                       | 1 991                        | 2 003                       |
| TOTALT   | 106 425                     | 102 658                      | 99 740                      |

## Vänorter
- Anchorage, Alaska, USA, sedan 1991
- Tonghua, Kina, sedan 1992
- Jelgava, Lettland, sedan 2006
- Zlatitsa, Bulgarien, sedan 2012
- Shuangyashan, Kina, sedan 2013

## Galleri

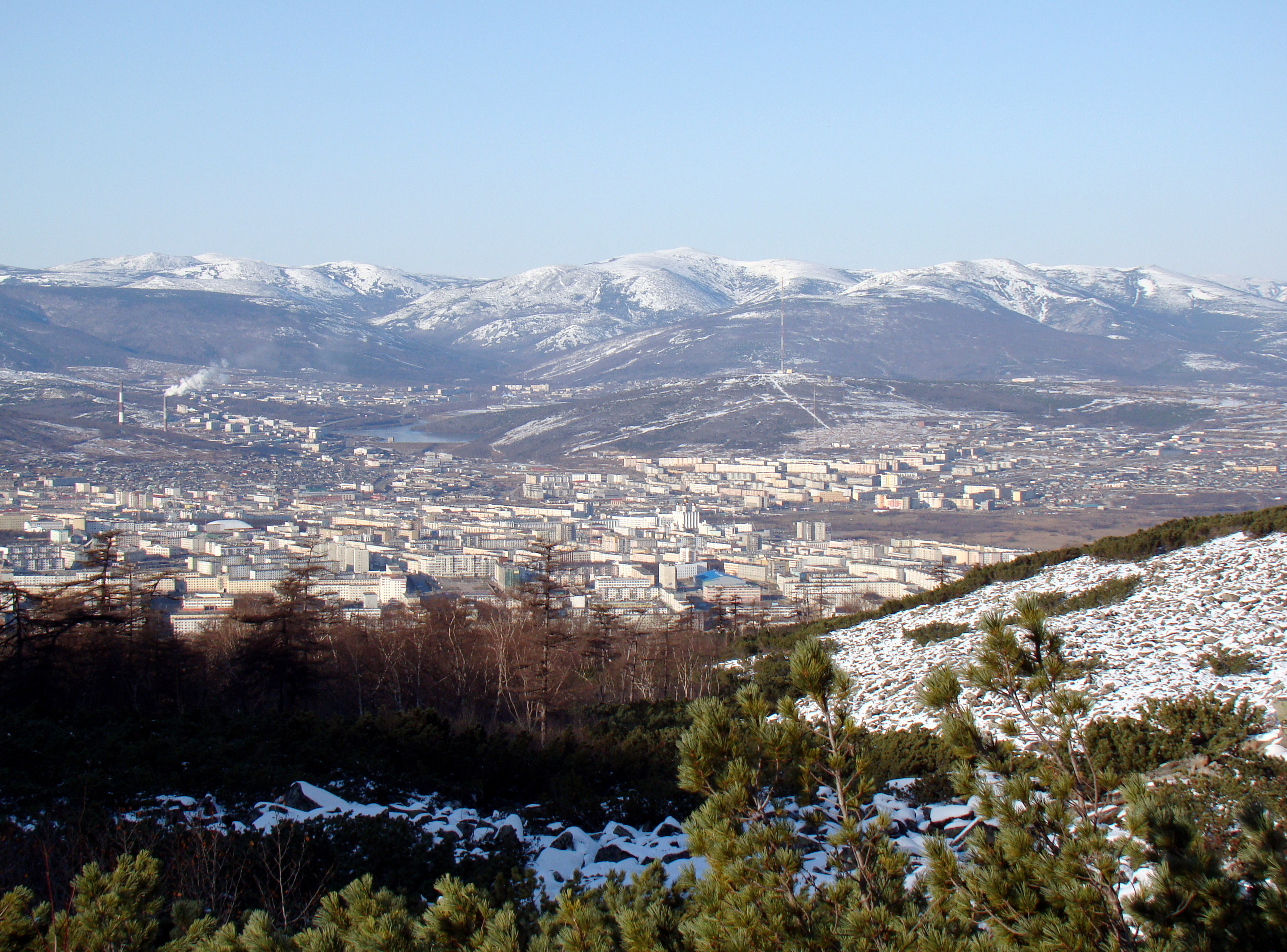
Vy över Magadan, 2008
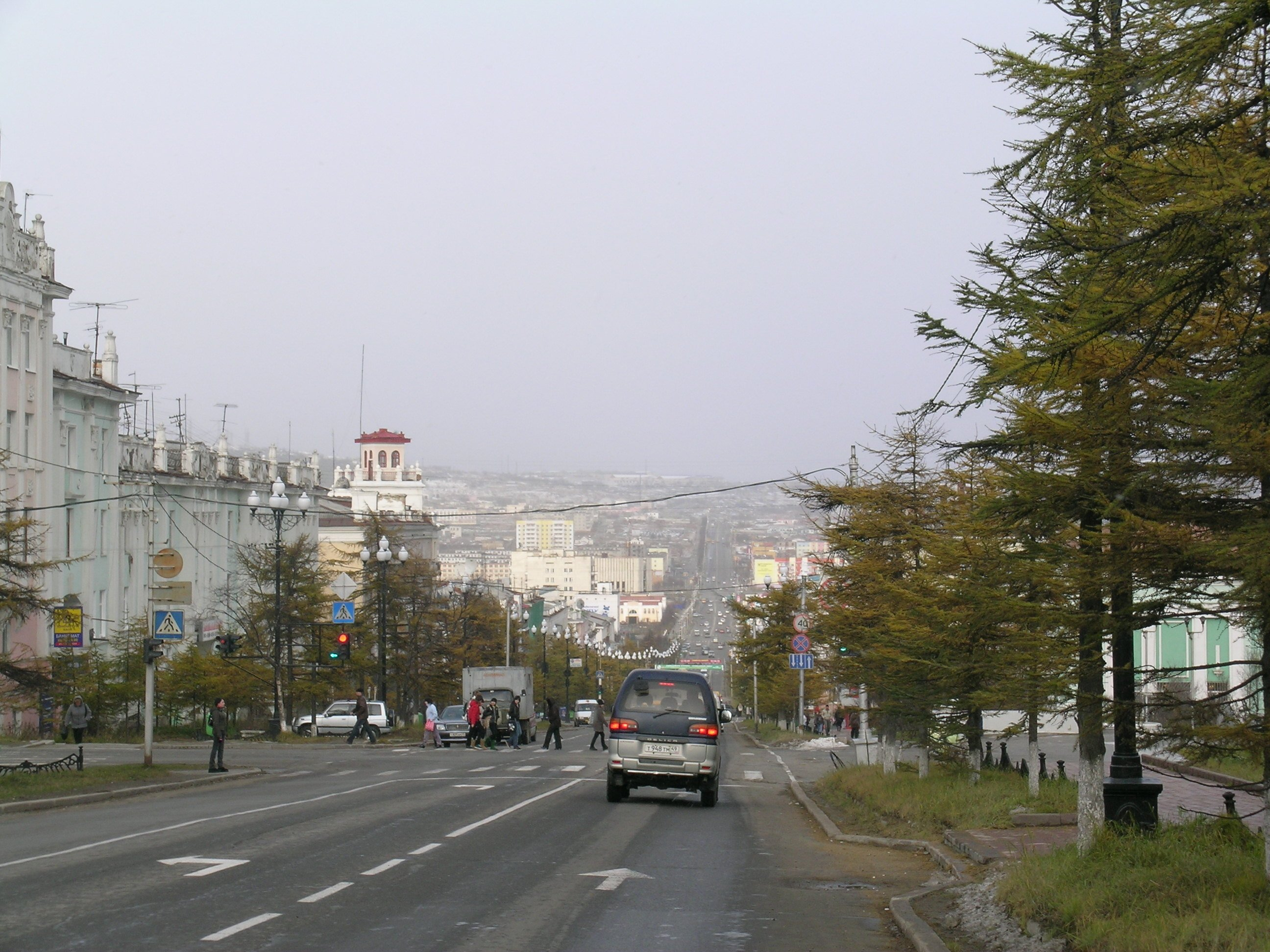
Magadan, 2008
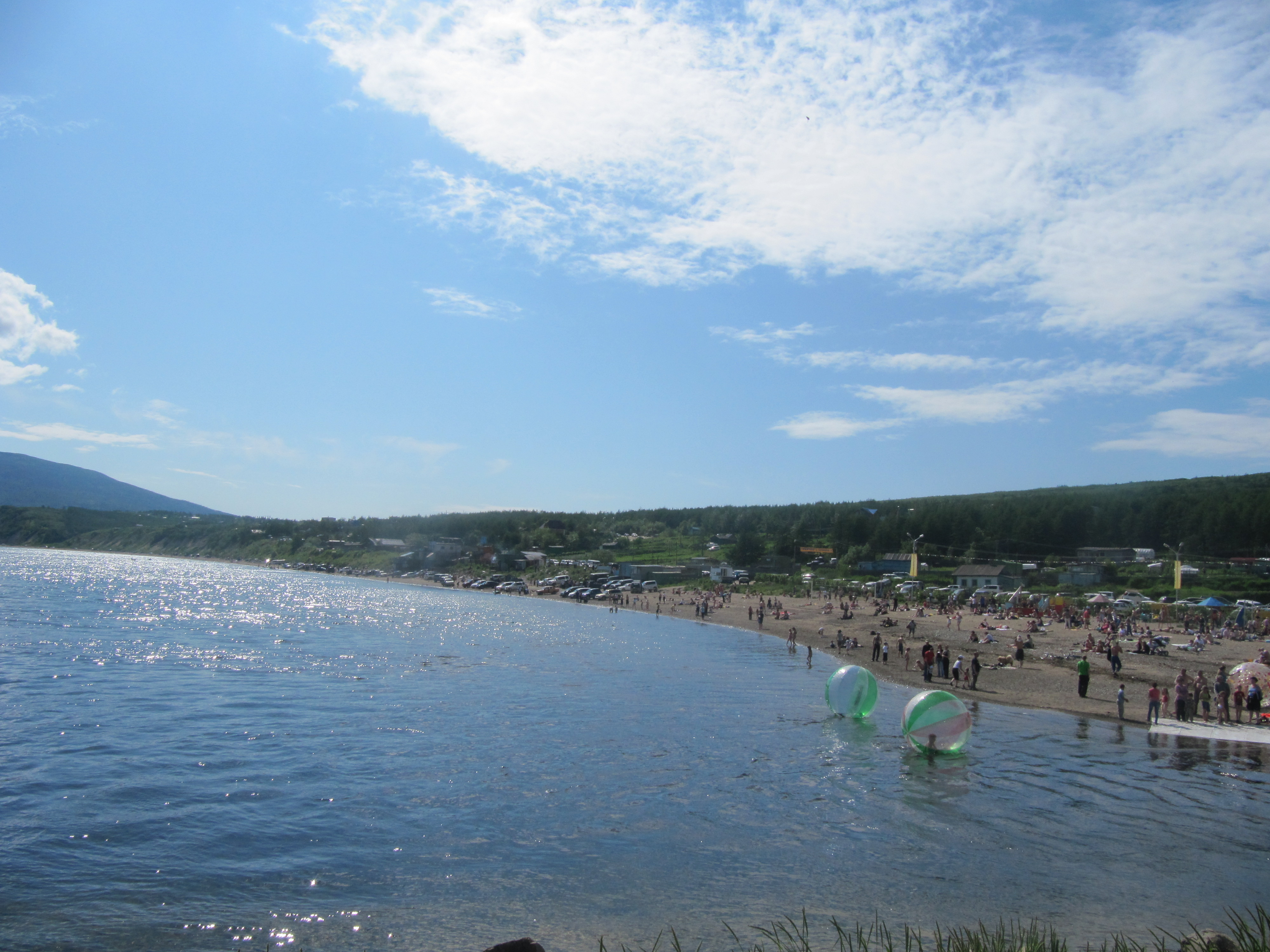
Strand, 2011
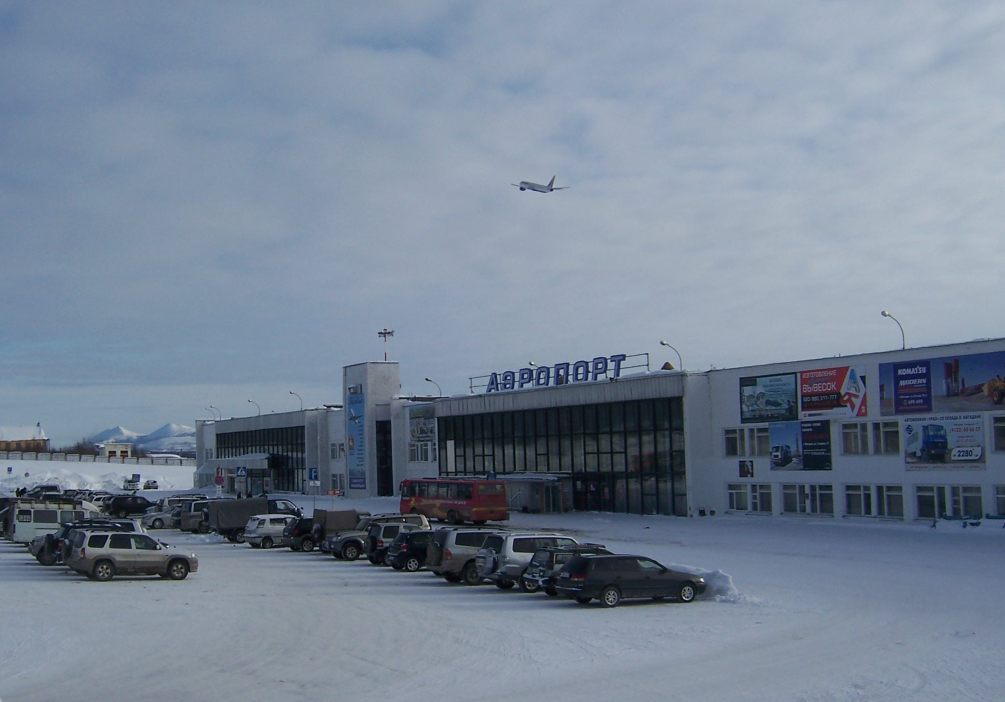
Flygplats, 2014
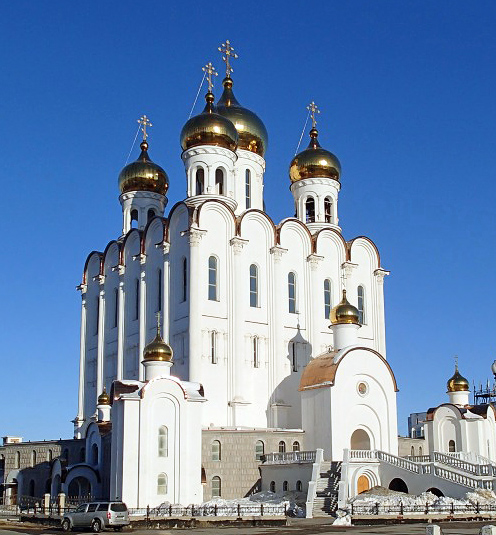
Kyrka, 2009
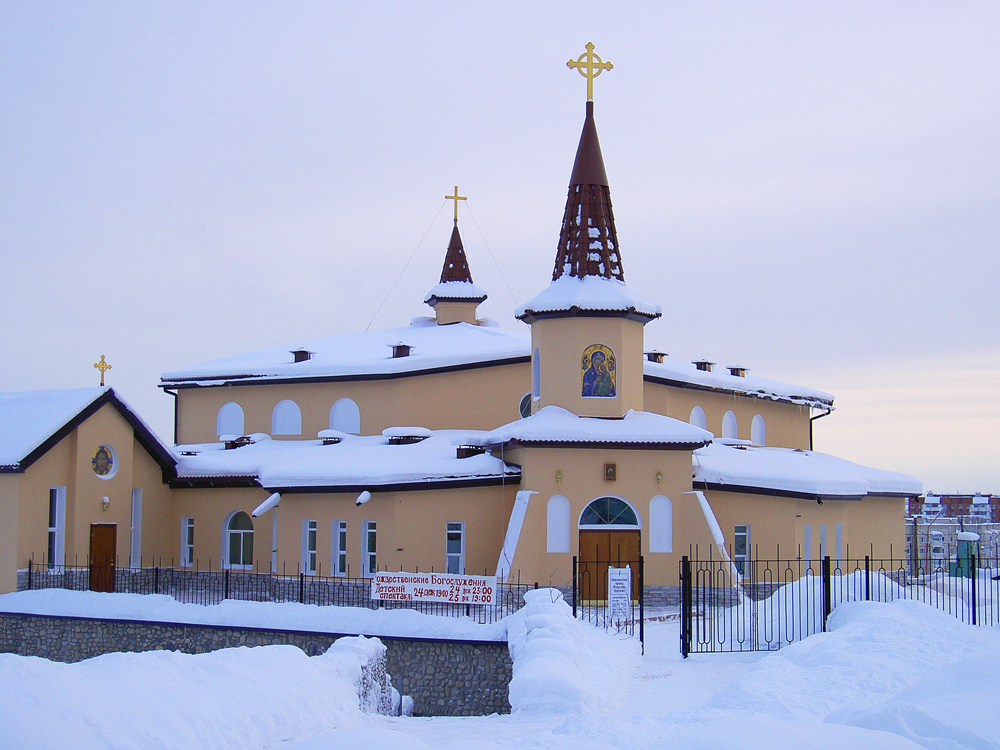
Kyrka, 2007